# Milnholm Farmhouse

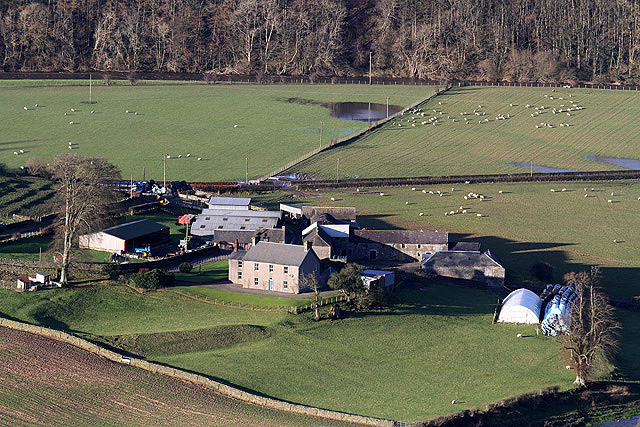
Blick über die Milnholm Farm

Das Milnholm Farmhouse ist ein Bauernhaus nahe der schottischen Stadt Langholm in der Council Area Dumfries and Galloway. 1971 wurde das Bauwerk in die schottischen Denkmallisten in der höchsten Denkmalkategorie A aufgenommen.

## Beschreibung
Der Bauernhof liegt isoliert rund drei Kilometer nordwestlich von Langholm nahe dem Westufer des Esk. Das Bauernhaus wurde um 1870, wahrscheinlich nach einem Entwurf von William Keir erbaut. Die zugehörigen Wirtschaftsgebäude sind teilweise neueren Datums. Die südexponierte Frontseite des zweistöckigen Gebäudes ist drei Achsen weit. Von der verputzten Fassade sind Öffnungen ebenso wie die Gebäudekanten mit Quadersteinen abgesetzt. Mittig führt ein Rundbogenportal mit abschließendem Kämpferfenster ins Gebäudeinnere. Unterhalb des schiefergedeckten Satteldaches verläuft ein Traufgesimse. Links geht zurückversetzt ein flacherer Schuppen zur Rückseite ab. Er besitzt einen länglichen Grundriss und schließt mit einem schiefergedeckten Walmdach. Nördlich des Bauernhauses befinden sich die Stallungen, bestehend aus zwei geschachtelten L-förmigen Gebäuden. Ihr Mauerwerk besteht aus Naturstein.